# Joachim Imbrechts
Joachim Lasse Imbrechts (9 oktober 2001) is een Zweeds-Belgisch voetballer.  De doelman staat sinds 2025 onder contract ligt bij RSC Anderlecht.

## Clubcarrière
Imbrechts begon zijn jeugdopleiding bij RFC Meux. Via UR Namur belandde hij in 2015 bij Sporting Charleroi, waar hij in oktober 2017 zijn eerste profcontract ondertekende. Imbrechts maakte in 2021 de overstap van Sporting Charleroi, waar hij bij de A-kern nooit verder was geraakt dan een plaatsje op de bank in een officiële wedstrijd, naar Union Sint-Gillis. In het seizoen 2022/23 stond hij zesmaal onder de lat voor het beloftenelftal van Union in de Tweede afdeling. In augustus 2023 verlengde Imbrechts zijn contract bij Union tot medio 2025.
Op 1 oktober 2023 maakte Imbrechts zijn officiële debuut in het eerste elftal van Union: op de negende competitiespeeldag viel hij uitgerekend tegen Sporting Charleroi in voor de licht geblesseerde Anthony Moris. Imbrechts hield zijn netten schoon en hielp Union zo aan een 3-1-zege tegen zijn ex-club. Later dat seizoen liet trainer Alexander Blessin hem ook de bekerwedstrijd tegen RFC Meux – ook een ex-ploeg van hem – spelen, alsook die tegen SK Beveren. Union won het toernooi uiteindelijk, waardoor Imbrechts de Belgische landsbeker op 9 mei 2024 mocht bijschrijven op zijn palmares. Voor de rest van zijn tijd bij Union speelde de doelman enkel wedstrijden voor de U23-jeugd.
Eind juli 2025 trok RSC Anderlecht Imbrechts transfervrij aan met de bedoeling hem voornamelijk in te zetten bij de RSCA Futures die in Eerste klasse B spelen. Hij kreeg een contract voor een jaar met optie voor een jaar extra.

## Clubstatistieken
| Seizoen         | Club                  | Land            | Competitie            | Competitie | Competitie | Beker | Beker | Supercup | Supercup | Europees | Europees | Totaal | Totaal |
| Seizoen         | Club                  | Land            | Competitie            | Wed.       | Dlp.       | Wed.  | Dlp.  | Wed.     | Dlp.     | Wed.     | Dlp.     | Wed.   | Dlp.   |
| --------------- | --------------------- | --------------- | --------------------- | ---------- | ---------- | ----- | ----- | -------- | -------- | -------- | -------- | ------ | ------ |
| 2022/23         | Union Sint-Gillis U23 | Vlag van België | Tweede afdeling ACFF  | 6          | 0          | —     | —     | —        | —        | —        | —        | 6      | 0      |
| 2023/24         | Union Sint-Gillis U23 | Vlag van België | Tweede afdeling ACFF  | 6          | 0          | —     | —     | —        | —        | —        | —        | 6      | 0      |
| 2023/24         | Union Sint-Gillis     | Vlag van België | Eerste klasse A       | 1          | 0          | 2     | 0     | —        | —        | 0        | 0        | 3      | 0      |
| 2024/25         | Union Sint-Gillis U23 | Vlag van België | Eerste nationale ACFF | 2          | 0          | —     | —     | —        | —        | —        | —        | 2      | 0      |
| Carrière totaal | Carrière totaal       | Carrière totaal | Carrière totaal       | 15         | 0          | 2     | 0     | 0        | 0        | 0        | 0        | 17     | 0      |

Bijgewerkt op 24 januari 2025.

## Interlandcarrière
Imbrechts, zoon van een  Belgische vader en een Zweedse moeder, speelde jeugdinterlands voor beide landen.

## Erelijst
| Beker van België | 1× | 2023/24 |